# John Nevill (3e comte d'Abergavenny)
Pour les articles homonymes, voir John Nevill.
John Nevill, 3e comte d'Abergavenny (25 décembre 1789 - 12 avril 1845), titré vicomte Nevill de 1826 à 1843, est un pair anglais. Il est blessé alors qu'il est en service actif dans la Guerre d'indépendance espagnole, et après la fin de la guerre napoléonienne, il prend les ordres sacrés, avec des postes à la nomination de la famille, dans le Norfolk et le Suffolk. La mort de ses deux frères aînés en fait l'héritier du comté de son père, auquel il succède en 1843, mais il est en santé délicate et meurt en 1845.

## Biographie
Il est le troisième fils de Henry Nevill (2e comte d'Abergavenny) et de son épouse Mary Robinson, il est né le 25 décembre 1789 et baptisé le 27 février 1790 à Isleworth, Middlesex. Le 20 octobre 1807, il achète une commission de sous-lieutenant dans le 23e régiment d'infanterie. Il part avec le deuxième bataillon du régiment en Irlande en novembre, et sert plus tard avec le régiment pendant la Guerre d'indépendance espagnole. Nevill est promu lieutenant le 8 avril 1809. Après la Bataille de Vitoria, il obtient un des manteaux de Joseph Bonaparte, qu'il rapporte à la maison familiale du château d'Eridge en souvenir. Nevill est blessé à la bataille de Sorauren. Le 27 janvier 1814, il achète une capitainerie dans le 99e régiment d'infanterie.
Après la fin des guerres napoléoniennes, Nevill rentre chez lui pour entreprendre une toute nouvelle carrière et devenir membre du clergé. Il est admis compagnon-roturier au Christ's College, Cambridge le 11 novembre 1816 et reçoit sa maîtrise en 1818. Il est ordonné diacre le 3 mars 1817 et prêtre le 5 avril 1817, puis nommé vicaire de Frant, Sussex le 13 avril 1817. Après la mort d'Augustus Beevor, Nevill est présenté par son père comme recteur de Bergh Apton, Norfolk et Otley, Suffolk le 10 juillet 1818 et le 14 juillet 1818, il est nommé aumônier du prince régent. Il quitte le presbytère de Frant le 23 septembre 1818 au profit de son jeune frère William. En 1826, la mort de son frère aîné Ralph fait de Nevill l'héritier de son père, avec le titre du «vicomte Nevill». Il démissionne de ses deux presbytères le 15 avril 1831.
La santé de Nevill est très mauvaise après 1842 et, par conséquent, il ne va qu'une seule fois à la Chambre des lords après avoir succédé à son père dans le comté en 1843. Il meurt le 12 avril 1845 à Eridge Castle; il ne s'est jamais marié et, à sa mort, le comté passe à son jeune frère, William. Le 3e comte est enterré à Frant le 22 avril 1845.